# ジョン・オーガスタス・ハーヴィー
ハーヴィー卿ジョン・オーガスタス・ハーヴィー（英語: John Augustus Hervey, Lord Hervey、1757年1月1日 – 1796年6月10日）は、グレートブリテン王国の外交官。1787年から1794年まで在トスカーナ大公国特命全権公使を務めた。

## 生涯
第4代ブリストル伯爵フレデリック・オーガスタス・ハーヴィーと妻エリザベス（Elizabeth、旧姓デイヴァース（Davers）、1800年12月18日没、の娘）の次男として、1757年1月1日に生まれ、29日にホーニングスヒースで洗礼を受けた。兄ジョージは1755年10月25日に洗礼を受け、1764年ごろに死去した。1780年、イギリス海軍の大佐になった。
1787年10月に在トスカーナ大公国特命公使としての信任賞を受け、1788年2月13日にフィレンツェに到着した。1791年に特命全権公使としての信任状が発行され、同年8月19日にトスカーナ大公フェルディナンド3世に奉呈した。1794年2月に本国から召還命令を受け、3月23日ごろにフィレンツェを発った。
1796年6月10日に父に先立って死去、9月26日にイックワースで埋葬された。

## 家族
1779年10月4日にケベックでエリザベス・ドラモンド（Elizabeth Drummond、1818年9月4日没、コリン・ドラモンドの娘）と結婚、1女をもうけた。
- エリザベス・キャサリン・キャロライン（1780年8月17日 – 1803年1月21日） - 1798年8月2日、チャールズ・ローズ・エリス（英語版）（のちの初代シーフォード男爵）と結婚、子供あり[1]